# Saint-Jean-Froidmentel
Saint-Jean-Froidmentel là một xã thuộc tỉnh Loir-et-Cher miền trung nước Pháp.